# Bibliographie sur la révolution américaine
Cette page dresse la liste non exhaustive des ouvrages sur le thème de la révolution américaine.

## En français

### Généralités
- Bernard Cottret, La Révolution américaine : La quête du bonheur 1763-1787, Perrin, Paris, 2004,  (ISBN 2262022429)
- Pascal Cyr et Sophie Muffat, "La guerre d'indépendance américaine, Passé Composés, Paris, 2023.
- Claude Fohlen, Les pères de la révolution américaine, Albin Michel, Paris, 1989,  (ISBN 2226036644)
- Claude Fohlen, Jean Heffer, François Weil, Canada et États-Unis depuis 1770, PUF, Paris, Nouvelle Clio, 1997
- Jacques Godechot, Les révolutions (1770-1792), Paris, PUF, Nouvelle Clio, 1963
- Georges Gusdorf, Les révolutions de France et d'Amérique, Paris, Perrin, 1988
- André Kaspi, L'indépendance américaine, 1763-1789, Gallimard, Paris, 1976,  (ISBN 2070294129)
- Denis Lacorne, L'invention de la République. Le modèle américain, Paris, Hachette, 1991
- Élise Marienstras, Les mythes fondateurs de la nation américaine, Complexe, Paris, 1996,  (ISBN 2870274327)
- Élise Marienstras, Naomi Wulf, Révoltes et révolutions en Amérique, Atlande, Paris, 2005,  (ISBN 2350300153)
- Philippe Sagnac, La fin de l'Ancien Régime et la Révolution américaine, Paris, PUF, 1952
- Marcel Trudel, La révolution américaine, Boréal, Paris, 1991,  (ISBN 0885030540)
- Marie-France Toinet (éd.), Et la constitution créa l'Amérique, Nancy, Presses Universitaires de Nancy, 1988
- Bernard Vincent, La Révolution américaine 1775-1783, Nancy, Presses Universitaires de Nancy, 1985, tome 2,  (ISBN 2-86480-211-2)
- Gordon S. Wood, La création de la République américaine, 1776-1787, Paris, Belin, 1991

### Revues
- Melvin Edelstein, « Les révolutions américaine et française et l’avancement de la démocratie », in Annales historiques de la Révolution française, Numéro 334, [En ligne], mis en ligne le : 27 avril 2006. URL : http://ahrf.revues.org/document871.html.
- Naomi Wulf, Marie-Jeanne Rossignol (dir.), « Dossier : autour de la Révolution américaine », In Transatlantica, Revue d’études américaines, Numéro 2, 2006, URL : http://www.transatlantica.org/sommaire1120.html.

### Thèmes

#### Approche comparative
- Serge Bianchi, Des révoltes aux révolutions, Europe, Russie, Amérique (1770-1802). Essai d'interprétation, Rennes, Presses Universitaires de Rennes, 2004,  (ISBN 2868479820)
- Philippe Bourdin, Jean-Luc Chappey, Révoltes et révolutions en Europe et aux Amériques (1773-1802), Paris, CNED-SEDES, 2004,  (ISBN 271819457X)
- Robert Calvet, Révoltes et révolutions en Europe et aux Amériques, 1773-1802, Paris, Armand Colin, 2005, collection U. histoire,  (ISBN 2200268564)
- Anne Jollet (dir.), Révoltes et révolutions en Europe et aux Amériques (1773-1802) en dissertations corrigées, Paris, Ellipses, 2005,  (ISBN 2729821449)
- Annie Jourdan, La Révolution, une exception française ?, Flammarion, Paris, 2004,  (ISBN 2-08-210318-8) (BNF 39118556)
- Élise Marienstras, L'Amérique et la France : deux révolutions, Publications de La Sorbonne, Paris, 1990,  (ISBN 285944176X)

#### Guerre d'indépendance
- Olivier Bernier, Lafayette, héros des deux mondes, Paris, Payot, 1988
- Raymond Bourgerie, Pierre Lesouef, Yorktown (1781). La France offre l'indépendance à l'Amérique, Paris, Economica, 1992
- André Kaspi, L'indépendance américaine : 1763-1789, Paris, Gallimard-Julliard, 1976
- Marie-Jeanne Rossignol, Le ferment nationaliste. Aux origines de la politique extérieure des États-Unis, 1789-1812, Paris, Belin, 1994

#### Minorités
- (en) Sydney Kaplan et Emma Nogrady Kaplan, The Black Presence in the Era of the American Revolution, Amherst, University of the Massachusetts Press, 1989
- Benjamin Quarles, The Negro in the American Revolution, Chapel Hill, University of North Carolina Press, 1992

## En anglais
- Bancroft, George. History of the United States of America, from the discovery of the American continent. (1854-78)
- Bailyn, Bernard. The Ideological Origins of the American Revolution. Harvard University Press, 1967.  (ISBN 0-674-44301-2)
- Ian Barnes and Charles Royster. The Historical Atlas of the American Revolution (2000)
- Becker, Carl. The Declaration of Independence: A Study on the History of Political Ideas (1922)
- Samuel Flagg Bemis. The Diplomacy of the American Revolution (1935)
- Berkin, Carol. Revolutionary Mothers: Women in the Struggle for America's Independence (2006)
- Blanco, Richard. The American Revolution: An Encyclopedia 2 vol (1993), 1850 pages
- Boatner, Mark Mayo, III. Encyclopedia of the American Revolution. (1966)
- Breen, T. H. The Marketplace of Revolution: How Consumer Politics Shaped American Independence (2005)
- Cogliano, Francis D. Revolutionary America, 1763-1815; A Political History (2000)
- Countryman, Edward, The American Revolution, New York, Hill and Wang, 1985.
- Crow, Jeffrey J. and Larry E. Tise, eds. The Southern Experience in the American Revolution (1978)
- Fremont-Barnes, Gregory, and Richard A. Ryerson, eds. The Encyclopedia of the American Revolutionary War: A Political, Social, and Military History (ABC-CLIO 2006) 5 vol
- Greene Jack P. (dir .), The American Revolution, University Press, New York, 1987
- Greene, Jack P. and J. R. Pole, eds. The Blackwell Encyclopedia of the American Revolution (1994), 845pp;
- Higginbotham, Don. The War of American Independence: Military Attitudes, Policies, and Practice, 1763-1789 (1983)
- Jensen, Merrill. The Founding of a Nation: A History of the American Revolution 1763-1776. (2004)
- Knollenberg, Bernhard, Growth of the American Revolution: 1766-1775 (2003)
- Lecky, William Edward Hartpole. The American Revolution, 1763-1783 (1898)
- Mackesy, Piers. The War for America: 1775-1783 (1992)
- McCullough, David. 1776 (2005).  (ISBN 0-7432-2671-2)
- Middlekauff, Robert. The Glorious Cause: The American Revolution, 1763-1789 (2005)
- Miller, John C. Triumph of Freedom, 1775-1783 (1948)
- Miller, John C. Origins of the American Revolution (1943)
- Morgan, Edmund S., The Birth of the Republic, 1763-89, Chicago, Univ. of Chicago Press, rev. ed., 1993.
- Nash, Gary B. The Unknown American Revolution: The Unruly Birth of Democracy and the Struggle to Create America. (2005).  (ISBN 0-670-03420-7)
- Nash, Lawrence Freedom Bound, in The Beaver: Canada's History Magazine.[2] Feb/Mar., 2007, Canada's National History Society. p. 16-23. ISSN 0005-7517
- Norton, Mary Beth. Liberty's Daughters: The Revolutionary Experience of American Women, 1750-1800 (1980)
- Palmer, Robert R. The Age of the Democratic Revolution: A Political History of Europe and America, 1760-1800. vol 1 (1959)
- Purcell, L. Edward. Who Was Who in the American Revolution (1993); biographies
- Resch, John P., ed. Americans at War: Society, Culture and the Homefront, vol 1 (2005)
- Van Tyne, Claude Halstead. American Loyalists: The Loyalists in the American Revolution (1902)
- Volo, James M., Dorothy Denneen Volo. Daily Life during the American Revolution (2003)
- Wahlke, John C. ed. The Causes of the American Revolution (1967)
- Wood, Gordon S. The Radicalism of the American Revolution: How a Revolution Transformed a Monarchical Society into a Democratic One Unlike Any That Had Ever Existed. Alfred A. Knopf, 1992.
- Wood, Gordon S. The American Revolution: A History (2003)
- Wood, Gordon S., The Creation of the American Republic, 1776-1787, Chapel Hill, IEAHC, Univ. of North Carolina Press, 1998
- Wrong, George M. Washington and His Comrades in Arms: A Chronicle of the War of Independence (1921)

### Sud
- Agniel, Lucien, The South in the American Revolution, Riverside, CT, Chatham Press, Inc., 1972
- Morrill, Dan, Southern Campaigns of the American Revolution, Baltimore, The Nautical & Aviation Publishing Company of America, 1993.

### Minorités

#### Femmes
- Berkin, Carol, Revolutionary Mothers: Women in the Struggle for America’s Independence, 2005.
- Kerber, Linda K. Women of the Republic: Intellect and Ideology in Revolutionary America (1979)
- Kerber, Linda, Jane De Hart Mathews, Women’s America: Refocusing the Past, 1982.
- Saxton, Martha, Being Good: Women’s Moral Values in Early America, 2003.
- Ulrich, Laurel Thatcher, The Age of Homespun, 2001.
- De Pauw, Linda Grant, Founding Mothers: Women in America in the Revolutionary Era, Boston, Houghton Mifflin, 1975.
- Norton, Mary Beth, Liberty's Daughters: The Revolutionary Experience of American Women 1750-1800, Boston, Little, Brown and Company, 1980.
- Gundersen, Joan R., To Be Useful to the World: Women in Revolutionary America, 1740-1790, New York, Twayne, 1996.

#### Indiens
- Calloway, Colin G., The American Revolution in Indian Country, Crisis and Diversity in Native American Communities, Cambridge (Royaume-Uni), Cambridge University Press, 1995.
- Dowd, Gregory Evans, A Spirited Resistance: The North American Indian Struggle for Unity, 1745- 1815, Baltimore, Johns Hopkins University Press, 1992

#### Noirs
- Berlin, Ira, Generations of Captivity: A History of African-American Slaves, Cambridge, Massachusetts, Belknap Press, 2003.
- Clifford, Mary Louise, From Slavery to Freetown: Black Loyalists After the American Revolution, Jefferson, North Carolina, McFarland and Co., inc., 1999.
- Frey, Sylvia R., Water from the Rock: Black Resistance in a Revolutionary Age, Princeton, New Jersey, Princeton University Press, 1991.
- Hine, Darlene Clark, ed. Black Women in America: An Historical Encyclopedia. “Revolutionary War.” (New York: Oxford University Press), 2005.
- Jones, Jacqueline. Race, Sex, and Self-Evident Truths: The Status of Slave Women during the Era of the American Revolution. (Charlottesville: University Press of Virginia), 1989.
- Nash, Gary. The Forgotten Fifth. (Cambridge, Massachusetts: Harvard University Press), 2006.
- Kaplan, Sidney, et Emma Nogrady Kaplan, The Black Presence in the Era of the American Revolution, Amherst, University of Massachusetts Press, 1989.
- Quarles, Benjamin, The Negro in the American Revolution, Chapel Hill, University of North Carolina Press, 1996